# قطعنامه ۲۱۵ شورای امنیت
قطعنامه  ۲۱۵ شورای امنیت سازمان ملل متحد که در تاریخ ۰۵ نوامبر ۱۹۶۵ تصویب شد، سندی بین‌المللی دربارهٔ مسئلهٔ هند-پاکستان است. این قطعنامه طی نشست ۱۲۵۱ام 
با ۹ موافق،۰ مخالف و۲ ممتنع تصویب شد.